# Victor Boin
Victor Charles Gustave Boin (ur. 28 lutego 1886 w Brukseli, zm. 31 marca 1974 tamże) – belgijski pływak, piłkarz wodny i szermierz, trzykrotny medalista olimpijski.
Podczas I wojny światowej służył w armii belgijskiej, a następnie w Belgijskich Siłach Powietrznych. Był m.in. pilotem samolotu królowej Belgów Elżbiety.
Na igrzyskach olimpijskich w Londynie w 1908 roku zdobył srebrny medal w piłce wodnej. Na rozgrywanych cztery lata później igrzyskach olimpijskich w Sztokholmie w tej samej konkurencji zajął trzecie miejsce. Wystąpił tam także w turnieju szpady indywidualnej, w której zajął czwarte miejsce. W rundzie finałowej wygrał cztery z siedmiu pojedynków. Następnie wspólnie z Josephem De Craeckerem, Paulem Anspachem, Félixem d’Alviellą, Léonem Tomem, Ernestem Geversem i Philippe'em de Beaulieu zdobył srebrny medal w szpadzie drużynowej na igrzyskach olimpijskich w Antwerpii w 1920 roku. W turnieju indywidualnym odpadł w ćwierćfinałach. Znalazł się także w kadrze Belgii na turniej szpady drużynowej podczas igrzysk olimpijskich w Paryżu w 1924 roku, jednak ostatecznie nie wystartował.
W 1920 jako pierwszy olimpijczyk w historii składał ślubowanie olimpijskie w imieniu zawodników. Był też chorążym reprezentacji Belgii.
W 1933 został odznaczony Orderem Odrodzenia Polski.
W latach 1955–1965 był przewodniczącym Belgijskiego Komitetu Olimpijskiego.